# Famine au Tibet (1960-1962)
Pour les articles homonymes, voir Famine au Tibet.

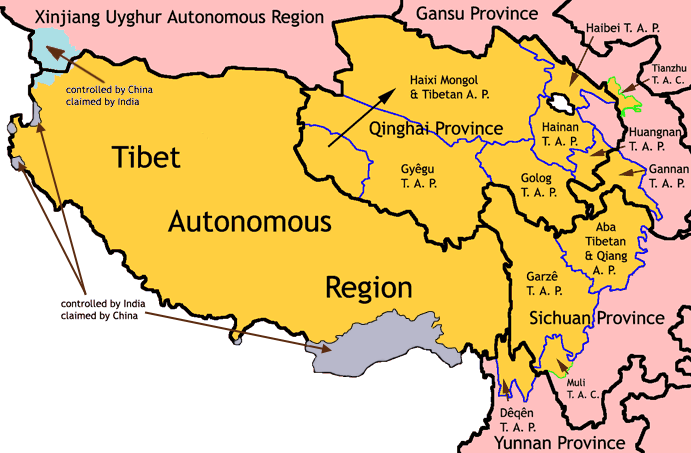
Les subdivisions administratives autonomes tibétaines de la République populaire de Chine, représentées en jaune

Le Grand Bond en avant de Mao Zedong a provoqué une grande famine en Chine entre 1958 et 1962 et aurait fait 15 millions de morts. 
Selon des témoignages de Tibétains, dont certains sont maintenant en exil, et divers auteurs occidentaux, le Tibet, sous son acception d'aire géographique et culturelle tibétaine , a connu une famine entre 1960 et 1962. Selon le gouvernement tibétain en exil, la mortalité due à la famine a touché l'ensemble des régions tibétaines (Ü-Tsang, Kham et Amdo).
En 1962, dans un rapport connu sous le nom de Pétition en 70 000 caractères et dénommé initialement « Rapport sur les souffrances du Tibet et des régions tibétaines et propositions pour le travail futur du Comité central sous la direction du président ministre Zhou Enlai », le 10e panchen-lama, de retour d'une mission d'enquête dans le Qinghai  dénonce la famine qui y sévit à la suite du Grand bond en avant . 
Des témoignages d'anciens prisonniers tibétains attestent d'une mortalité liée à la pénurie de nourriture et à la famine dans les prisons de la région de Lhassa au début des années 1960.  
Selon Ngabo Ngawang Jigme, un des signataires de l'Accord en 17 points sur la libération pacifique du Tibet et le plus ancien responsable tibétain de la région autonome du Tibet, s'il y a eu des morts de la famine dans la province du Qinghai, en revanche aucune personne n'est morte de faim dans la région autonome proprement dite. Mais l’historien Tsering Shakya et le propre fils de Ngagpo Ngawang Jigmé affirment que c'est un mensonge. 
Des travaux universitaires (Yan Hao, 2000, Barry Sautman, 2005) soulignent l'improbabilité d'une telle famine dans l'Ü-Tsang, c'est-à-dire les parties centrale, centre-ouest et nord-ouest de la région autonome du Tibet créée en 1965. Si le chiffre de 413 000 morts des émigrés était exact, le taux de décès chez les Tibétains aurait été quatre fois plus élevé que le taux national. Or plus de la moitié de la population tibétaine est constituée de nomades auto-suffisants jusqu'à ce jour, et leurs moyens de subsistance dépendent rarement d'une source extérieure d'approvisionnement ; ensuite les Tibétains de l'Ü-Tsang, loin de subir les politiques menant à la famine, venaient de bénéficier d'un programme de distribution des terres et de suppression d'impôts se soldant par un accroissement de la production. Selon la Commission sociale et économique de l'ONU pour l'Asie et le Pacifique (UNESCAP), la population de l'Ü-Tsang lors du grand bond en avant (1959-1962), passa de 1 228 000 habitants en 1959 à 1 301 700 en 1962; les chiffres de 1958 et 1969 sont de 1 206 200 et 1 480 300. Le fort taux de croissance démographique (plus de 2 % l'an) ne cadre guère avec la famine.

## Les origines de la famine au Tibet

### L’impact de l’occupation militaire du Tibet

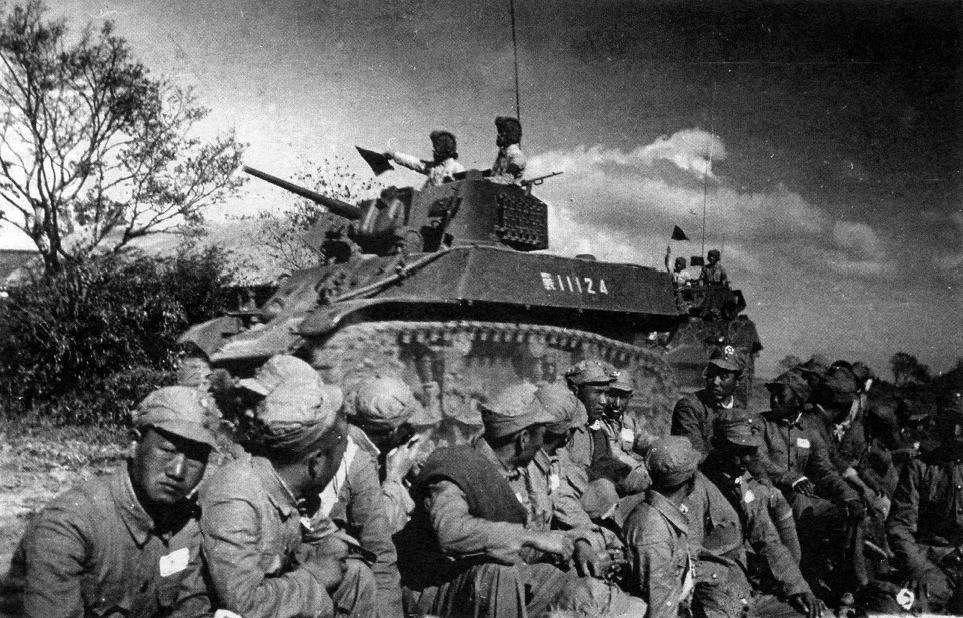
Soldats chinois de Armée populaire de libération et un tank M3A3 Stuart, près de la rivière du Yangtze en 1949.

Après l'Intervention militaire chinoise au Tibet (1950-1951) et la signature de l'Accord en 17 points, l’Armée populaire de libération (APL) entra le 9 septembre 1951 à Lhassa. Selon Philippe Hayez, la nécessité de nourrir les 5 000 soldats à Lhassa et 10 000 soldats des garnisons situées le long de routes stratégiques, entraîna une déstabilisation de la modeste économie tibétaine provoquant augmentation du prix des céréales et famines .
Selon Thomas Laird, du fait de l’absence de ravitaillement des troupes de l’APL depuis la Chine, le gouvernement tibétain fut contraint de lui fournir des céréales, tout d'abord payées. Le nombre de soldats a augmenté, vidant les réserves des entrepôts de céréales. Finalement, l’APL cessa de payer, et réquisitionna des logements et des terres. La situation de détériora, entraînant une crise de l’économie du Tibet, et une famine qui toucha soldats et  civils[citation nécessaire].
Le ravitaillement des 10 000 soldats de l'Armée populaire de libération auprès des populations tibétaines entraîna une raréfaction des denrées alimentaires. Devant ces problèmes d'approvisionnement l'armée chinoise installée à Lhassa réquisitionna les stocks de céréales . La population de Lhassa connut des restrictions . 
De plus comme la monnaie chinoise n'avait pas cours au Tibet avant 1959, les communistes chinois introduisirent au Tibet les dollars d'argent qu'ils utilisaient pour payer leur logement et leur nourriture ainsi que les travaux nécessaires à leur installation. Ils octroyaient par ailleurs aux fonctionnaires un salaire complémentaire. Selon Jampa Panglung, les taux d'inflation augmentèrent à près de 3 000 % entre 1950 et 1959. À titre d'exemple, une mesure d'orge coûtait en 1950 environ 12 srang (le srang est la monnaie tibétaine mise en place pendant la période de l'indépendance de facto) et en 1959 cette même mesure coûtait 350 srang .
Selon Jean Dif, après le soulèvement tibétain de 1959, les soldats de l'armée populaire de libération, devant la disette et la fuite des paysans tibétains, doivent cultiver les champs .
Dans un livre publié en 1972, Michel Peissel mentionne que la famine a frappé le Tibet également en 1961, et que depuis le soulèvement de Lhassa, les soldats chinois s'étaient vus contraints en de nombreux endroits de cultiver les champs abandonnés par les Tibétains ayant fui[citation nécessaire] .

### L’impact du grand bond en avant sur la famine au Tibet

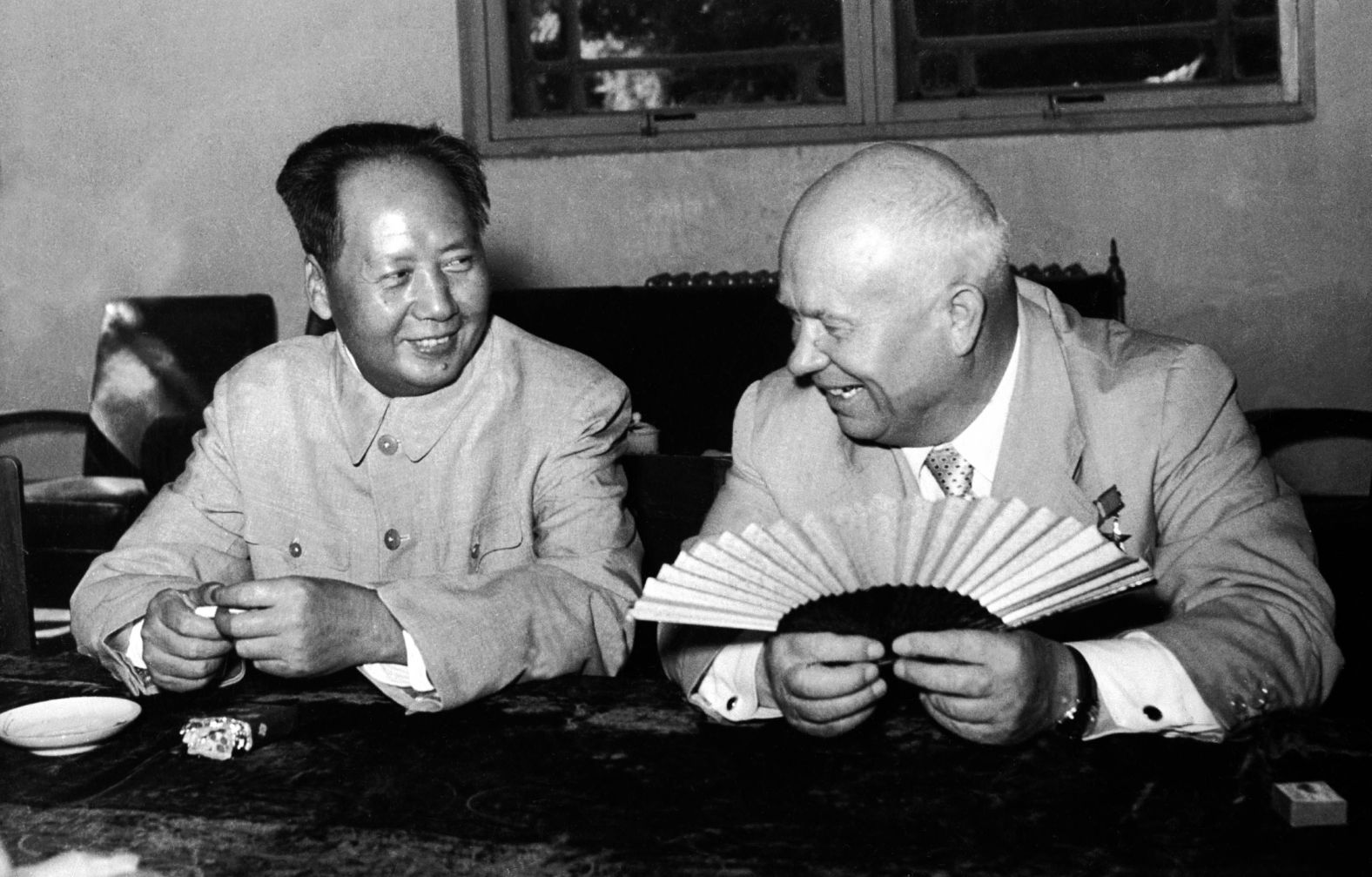
Mao Tsé-toung, portrait en buste, assis, faisant face à Nikita Khrouchtchev, pendant la visite du chef russe début août 1958 à Pékin

Le Grand Bond en avant voulu par le dirigeant chinois Mao Zedong, a provoqué une grande famine dans l'ensemble de la Chine entre 1958 et 1962 : selon les données officielles, elle aurait fait 15 millions de morts. Le journaliste chinois Yang Jisheng, après 15 ans d'études, estime le nombre de victimes à 36 millions. Concernant les origines de cette famine, le gouvernement chinois a dans un premier temps désigné celle-ci sous l'appellation « Les trois années de catastrophes naturelles ». Puis dans les années 1980, il a reconnu l'importance des orientations politiques dans ce désastre[réf. souhaitée].
Le Grand Bond en avant, campagne politique débutée en 1957 par Mao Zedong, a gonflé puis épuisé les prisons et camps de travaux forcés. Au Tibet, la répression y fut plus puissante, répondant à des troubles armés qui s’étendaient depuis 1956 et culminèrent avec l’écrasement du soulèvement tibétain de 1959. Au Tibet même, les détenus furent épuisés par la multiplication des chantiers mis en place. À proximité de Lhassa, on rapporte qu’à la prison de Nagchen Trang, les conditions furent épouvantables : 14 à 16 heures de travail par jour et 3h d’étude, pour seulement 3 à 4 h de sommeil et une alimentation de famine. Un ancien détenu déclara : « Nous savions qu’ils ne gardaient jamais les malades, pas plus qu’ils ne les nourrissaient. Ils les tuaient peut-être ou les gardaient pour faire des expériences médicales. Tous ce que nous savons, c’est qu’on ne revoyait jamais les blessés. »
,.
Jean Dif indique : « Le Grand bond en avant provoque au Tibet, comme en Chine, une famine qui va faire des dizaines de milliers de victimes. Jamais auparavant de telles difficultés alimentaires n'auraient été rencontrées au Tibet. ».  
Selon l'historien Warren W. Smith Jr, si aucune des régions du Tibet n’eut de mauvaises récoltes, la nourriture était prise aux Tibétains pour les Chinois au Tibet et pour les provinces adjacentes du Tibet. Les Chinois affirmèrent aux Tibétains qu’ils appartenaient maintenant aux masses chinoises, qu’ils portaient la responsabilité de partager le sort des Chinois donc devaient aussi soutenir l’APL et les cadres chinois au Tibet en retour de l’aide qu’ils avaient apporté au Tibet. Des milliers de Tibétains qui avaient été emprisonnés après la révolte ont été confinés dans des camps de travail agricole où ils ont produit de la nourriture pour les Chinois, tandis qu’eux étaient affamés 
Le tibétologue Robert Barnett déclare en 2002 que dans les années suivant le Grand Bond en avant, de nombreuses preuves basées sur des témoignages démontrent que le nombre des décès liés à la famine fut considérable dans l'ensemble du Tibet. En 2008, il déclare que le nombre de personnes tuées ou mortes de faim depuis l'annexion du Tibet demeure invérifié, bien qu'il existe des estimations avancées par les exilés de plusieurs centaines de milliers.

### L'impact des réformes de collectivisation

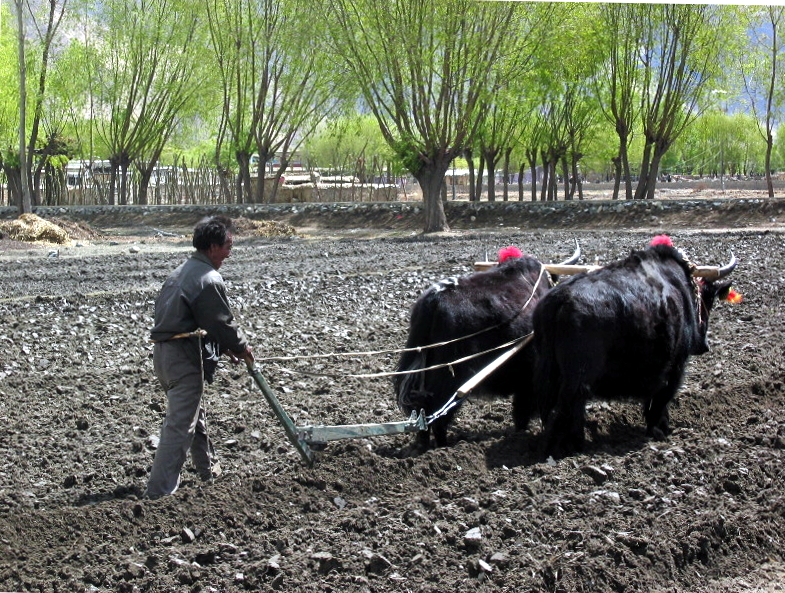
Les yaks sont toujours utilisés pour labourer des champs au Tibet

Dans les années 1980, Thomas Laird interviewa des paysans tibétains pauvres d’une région isolée sous administration du parti communiste chinois de la région autonome du Tibet. Selon le chef du village, les champs de sa région furent collectivisés dans les années 1960 et les paysans ont connu des années de famine, ce qui n’était pas arrivé sous les nobles.

#### L'intervention des autorités chinoises dans l'agriculture tibétaine

##### Le point de vue des exilés tibétains
Avant 1950, l'orge était la base de l'alimentation des Tibétains, ils en tiraient la tsampa. Cette céréale est adaptée aux régions tibétaines car elle résiste bien au froid. Les autorités chinoises imposèrent aux agriculteurs tibétains de cultiver un blé ne supportant pas le climat rigoureux des hauts plateaux tibétains. Le blé n'arrivait pas à maturité et l'essentiel des récoltes gelait dans les champs . Les moissons échouèrent comme les agriculteurs l’avaient prédit et des milliers de Tibétains moururent de faim ,.
Les Chinois exigèrent que l'ensemble des terres soit utilisé pour la culture du blé. Ainsi les jachères utilisées comme pâturage par des troupeaux de yaks devinrent des champs labourés, semés de blé. L'essentiel des troupeaux périrent et les champs s'appauvrirent, faute de fumier.

##### Les conclusions de travaux universitaires
Dans son étude "Demographic Annihilation" and Tibet, le professeur Sautman fait remarquer que le Congrès de la jeunesse tibétaine, dans un ouvrage sur l'évolution du Tibet, ne fait pas mention de famine associée au Grand bond en avant . 
Sautman fait état des travaux de l'historien émigré Tsering Wangdu Shakya, auteur d'une histoire du Tibet moderne , lequel donne une estimation bien plus faible du nombre des morts de famine que le gouvernement tibétain en exil, et écrit que dans le Qinghai, Sichuan, et le Gansu, des « milliers de Tibétains... furent tués dans la répression de la révolte, ou périrent à la suite d’un désastre économique » .

### L'organisation sociale
Selon Patrick French, avec le Grand Bond en avant, la mise en place des communes populaires, permettant la collectivisation des structures agraires, contribua à cette famine. Ce fut dans la province du Qinghai, qui comprend la plus grande partie de la région tibétaine appelée l'Amdo, et, au sud de la province, le nord du Kham, province du Tibet historique. En effet la propriété privée y avait été abolie pour créer, sans aucune transition, des communes populaires.
« La quantité de céréales n'étant pas suffisante pour nourrir même ceux qui avaient les exigences les plus limitées [...], si bien que les restes de graisse, la balle des grains et des produits similaires, jusqu'ici nourriture réservée aux chevaux, aux ânes et au bétail, devinrent difficiles à trouver et finirent par être considérés comme des aliments nourrissants et goûteux. De plus afin de faire apparaître plus grande la quantité de nourriture, les responsables de cantines, en plus de mettre quantité de graisse plus ou moins mangeable, y ajoutaient de l'écorce d'arbre, des feuilles, des herbes et des graines...»
Par ailleurs le 10e panchen-lama indique qu'en 1959 et 1960, les Chinois interdirent la pratique tibétaine du troc, si bien qu'il ne put y avoir d'échange de grains et de viande entre paysans et éleveurs .

## Régions affectées par la famine

### Préfecture autonome tibétaine de Golog
Selon Bianca Horlemann, la préfecture autonome tibétaine de Golog dans la province du Qinghai a été affectée par la famine dès la fin des années 1950.

### Témoignages de réfugiés
Fin janvier 1961, un article (non signé) de la revue américaine  Time fait état de l'essor, le mois précédent, du nombre de réfugiés arrivant en Inde : de deux ou trois depuis la révolte de mars 1959, on est passé à des vingtaines, voire des centaines d'arrivants. La raison évoquée : la faim et la famine au Tibet. Les autorités chinoises ont confisqué les céréales et aliments d'origine végétale dans les villages sous leur contrôle et fait l'inventaire de tous les ovins, bovins et yaks. Les villageois reçoivent des rations de grains variables et ne peuvent manger leurs animaux morts de mort naturelle. D'après les réfugiés, dans certains villages, on mange de l'herbe et des tubercules sauvages. L'article estime le nombre de morts imputables à ce régime de famine à 5000 .

## Une pénurie alimentaire inédite depuis l'essor du bouddhisme
Dans sa Pétition en 70 000 caractères le 10e panchen-lama affirme que le Tibet n'avait pas connu de telles pénuries alimentaires depuis que le bouddhisme s'est développé au Tibet . Le Tibet avait une économie autosuffisante, et possédait des réserves conservées dans des entrepôts du Gouvernement tibétain ainsi que dans les monastères. 
De son côté, le gouvernement tibétain en exil, dans sa réponse à un livre blanc du gouvernement chinois publié en 2001, affirme : « selon des voyageurs étrangers tels que Charles Bell, Hugh Richardson, et Heinrich Harrer (donc dans la première moitié du XXe siècle, le niveau de vie des Tibétains était impressionnant comparé à celui d'autres pays asiatiques. La famine et la faim étaient inconnues dans l'ancien Tibet avant l'invasion chinoise ».
Pour le professeur Grunfeld, au contraire, la vie de la vaste majorité des Tibétains était tout sauf enviable. Ils vivaient dans de petites cahutes froides, mal éclairées et faisaient leur ordinaire d'un mélange de tsampa, de beurre et de thé, et, la chance aidant, de la viande. Un réfugié rapporte que lorsque sa famille, d'un niveau assimilable à la petite bourgeoisie, vivait au Tibet, il lui arrivait de subir jusqu'à deux crises alimentaires par an. Le régime des nomades était toutefois un peu meilleur car il était à forte teneur de protéines animales (viande, fromage, lait, yaourt) mais était pauvre en légumes et céréales . Paul O. Ingram fait toutefois remarquer que la citation complète est : « Dans l’ancien Tibet, une famille moyenne comme la nôtre était confrontée au plus à deux crises alimentaires par an », directement suivi de : « Nous  emmagasinions assez de provisions pour l'année entière, et nous n'avions pas à nous inquiéter chaque semaine pour notre prochain repas » .

## La pétition du10epanchen-lama en 1962

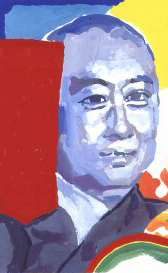
Choekyi Gyaltsen, detail de "Xe et XIe Panchen Lama", gouache du peintre Claude-Max Lochu

Depuis des décennies, le texte de ce rapport n'était connu qu'au niveau le plus élevé de la direction chinoise lorsqu'un exemplaire parvint, en 1996, entre les mains de l'organisation non gouvernementale Tibet Information Network (TIN). En janvier 1998, à l'occasion du 60e anniversaire de la naissance du 10e panchen lama, une traduction réalisée par le tibétologue Robert Barnett et intitulée A Poisoned Arrow: The Secret Report of the 10th Panchen Lama , fut publiée par le groupe Tibet Information Network ,. Lors de sa publication, son authenticité n'a pu être confirmée de façon indépendante et les responsables chinois se sont abstenus de tout commentaire . Quelques mois tard, Ngabo Ngawang Jigme, un ancien responsable tibétain à la retraite ayant eu des fonctions politiques au Tibet entre 1964 et 1993, critiqua officiellement la pétition mais sans mettre en doute son authenticité ni en critiquer la publication . 
Après le départ en exil du 14e dalaï-lama, en 1959, le 10e panchen-lama s'était vu offrir la présidence du comité préparatoire pour l'établissement de la Région autonome du Tibet . En 1960, les Chinois lui donnèrent la vice-présidence du Congrès national du Peuple afin qu'il y soit le porte parole de leur politique au Tibet. À ce titre le 10e panchen-lama visita plusieurs régions chinoises, « partout il ne vit que misère et désolation ». Début 1962, il inspecta les régions tibétaines du Qinghai, du Sichuan et du Yunan, puis se rendit au Gansu et au Xinjiang. Au Sichuan, il remit en question le rapport des autorités locales, selon lui mensonger, concernant les préféctures de Kardzé et de Ngaba, déclarant : « les conditions d'existence et de production des masses ne sont pas aussi bonnes que vous le prétendez. Des hommes, des femmes, des enfants sont morts de faim en grand nombre ».  En 1962, il rencontra des Occidentaux à Lhassa la capitale de l'actuelle Région autonome du Tibet. Il leur confia son désir d'« accomplir son devoir révolutionnaire envers le peuple » et de « vivre la vie d'un bon bouddhiste ». Le panchen-lama rejoignit Pékin sur l'ordre de Mao. Pendant ce voyage, des foules de Tibétains l'implorèrent de « mettre fin à leurs souffrances et aux privations endurées ». À Pékin il demanda directement au Grand Timonier de « faire cesser les exactions commises à l'encontre du peuple tibétain, à augmenter les rations alimentaires, à faire donner des soins aux personnes âgées et aux infirmes et à respecter la liberté religieuse ». Mao l'écouta poliment mais aucune mesure ne fut prise . 
Le panchen-lama n'avait que 24 ans quand il se permit de s'opposer au parti communiste chinois (dont il n'était pas membre). Il fut encouragé à écrire un rapport par Li Weihan, du Front Uni, qui relevait de Deng Xiaoping et qui pensait peut-être pouvoir se servir du document comme arme contre les ultra-gauchistes de toute la Chine. Le dirigeant tibétain Ngabo Ngawang Jigme, de son côté, avait conseillé au jeune homme de ne rien mettre par écrit . Son entourage essaya de le convaincre de tempérer le ton de sa pétition, il refusa, indiquant qu'il parlait au nom du peuple tibétain et que les dirigeants chinois avaient droit à une critique rigoureuse . Cependant, le moment n'était pas opportun, le climat libéral des années précédentes n'était plus qu'un souvenir et des mesures avaient déjà été prises pour trouver des solutions après son intervention auprès de Mao lui-même .
Ainsi en 1962 le panchen-lama a adressé au premier ministre chinois Zhou Enlai, un document intitulé la pétition en 70 000 caractères où il dénonce la politique draconienne et les actions de la République populaire de Chine au Tibet. Il critique le Grand Bond en avant; une multitude d'« ordres ineptes » de la part des autorités du Parti communiste chinois a entraîné une pénurie alimentaire chronique :
« Vous devez avant tout garantir que le peuple ne mourra pas de faim. Dans de nombreuses régions du Tibet, les habitants sont morts de faim. Des familles entières ont péri et le taux de mortalité est extrêmement élevé. C'est inacceptable, terrible et grave. Le Tibet vivait autrefois un âge obscur de féodalisme barbare, mais il n'y a jamais eu de telles pénuries de nourriture, notamment après l'essor du bouddhisme. Dans les régions tibétaines, les masses vivent actuellement dans une telle pauvreté que les personnes âgées et les enfants meurent de faim, ou bien sont si affaiblis qu'ils ne peuvent résister aux maladies et meurent. Jamais rien de tel n'a eu lieu auparavant dans toute l'histoire du Tibet. Personne ne peut imaginer des famines aussi terribles, pas même dans un cauchemar. Dans certaines régions, si quelqu'un attrape un refroidissement, il contamine inévitablement des centaines de personnes et la plupart en meurent... »
Ainsi le rapport du Panchen Rinpoche traite la question de la famine en des termes clairs, s'en prenant au projet de Mao Zedong : « Bien que sur le papier et dans les discours, il y ait eu un grand bond en avant, il n'est pas certain qu'il se soit traduit dans la réalité. »
Le 10e panchen-lama rencontra le Premier ministre Zhou Enlai et évoqua avec lui son rapport remis le 18 mai. La réaction initiale fut positive, Zhou Enlai convoqua les responsables des territoires tibétains à Pékin. Zhou Enlai « avait admis que des fautes avaient été commises au Tibet », mais n'autorisait pas une opposition ouverte au pouvoir en place .
Mao, qui passait l'été dans la station balnéaire de Beidaihe, intervint. Il décréta que la pétition du panchen-lama était :
« une flèche empoisonnée  tirée sur le parti communiste par un seigneur féodal réactionnaire  »
À ses yeux, le panchen lama prenait ouvertement le parti du camp réformiste emmené par Liu Shaoqi et Deng Xiaoping . 
En 1964, lors des cérémonies de la nouvelle année, le 10e panchen-lama dénonça publiquement l'utilisation que les Chinois avaient fait de sa personne et apporta son soutien au dalaï-lama . C'est ainsi qu'il subit d'abord des séances de rééducation en août 1964, fut emprisonné pendant 13 ans puis placé en résidence surveillée 5 ans à Pékin.

## Critiques adressées à la Pétition

### Critique politique de Ngabo Ngawang Jigme

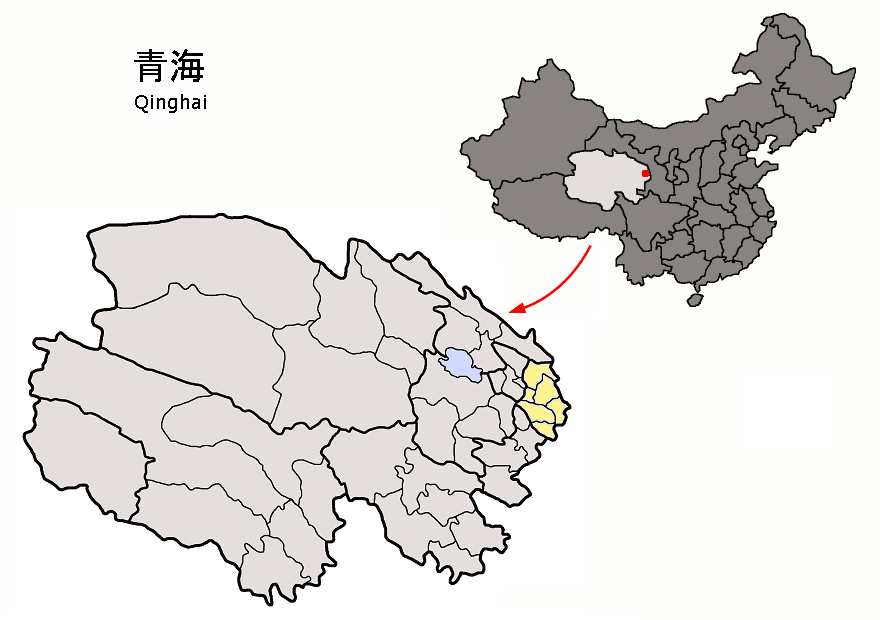
Préfecture de Haidong, à la bordure est de la province du Qinghai, où se trouve le xian autonome de Xunhua dont est originaire le 10e panchen-lama.

En 1998, le plus ancien responsable tibétain de la région autonome du Tibet, Ngabo Ngawang Jigme (un des signataires de l'Accord en 17 points sur la libération pacifique du Tibet), dénonça l'inexactitude de la pétition, affirmant que s'il y avait eu des morts de la famine dans la province du Qinghai, en revanche aucune personne n'était morte de faim dans la région autonome proprement dite. L’historien tibétain Tsering Shakya et l’un des fils de Ngagpo Ngawang Jigme, tous deux en exil, affirment que ce n’est qu’un mensonge, et que de nombreuses personnes sont mortes de faim dans la région autonome du Tibet.
Dès 1961, Ngabo Ngawang Jigme avait été mis au courant par le 10e panchen-lama lui-même de son projet de pétition. Il avait conseillé à ce dernier de se contenter d'un rapport oral auprès des dirigeants du gouvernement central plutôt que de diffuser un document écrit,.

### Critique universitaire de Barry Sautman
Selon Barry Sautman, professeur associé en sciences sociales à l'université de science et de technologie de Hong Kong, le 10e panchen-lama est censé avoir visité trois xian (« comtés ») de la bordure est de la province du Qinghai  avant la rédaction de ce rapport : Ping'an, Hualong et Xunhua, et sa description d'une famine ne concerne que le xian dont il est originaire, Xunhua. Ces trois xian se trouvent dans la préfecture de Haidong, une zone dont la population est à 90 % non tibétaine et ne relève pas du Tibet « culturel ». 
De plus, un ancien dirigeant de la région autonome du Tibet (non nommé par Sautman) conteste le fait que le panchen-lama ait visité une quelconque zone tibétaine avant son rapport.

## Le rapport de la commission internationale de juristes de 1964
Un rapport de la commission internationale de juristes intitulé  « Violations continues des droits de l'homme au Tibet », a été publié en décembre 1964. Il est fondé sur les comptes-rendus des réfugiés tibétains fuyant en Inde, le rapport a dévoilé « la continuation de mauvais traitements de nombreux de moines, de lamas, et d'autres personnalités religieuses, ayant pour résultat la mort par la torture excessive, les coups, la famine et le travail forcé… » À la suite de ce rapport et d'un appel du Dalaï Lama, la question du Tibet a été introduite sous la forme d'une nouvelle Résolution à l'ONU soutenue par les mêmes pays qu'en 1961, auxquels se sont joints le Nicaragua et les Philippines .
Les liens entre la CIA et la commission internationale de juristes à ses débuts sont signalés par Dorothy Stein dans son livre People Who Count. Population and Politics, Women and Children, paru en 1995. Elle accuse la Commission d'être issue d'une officine créée par des agents du renseignement américain à des fins de propagande anticommuniste et d'avoir reçu des fonds de la CIA, ajoutant qu'il est notoire que cette dernière n'est pas une organisation humanitaire ni n'est intéressée à la manifestation de la vérité.

## Les chiffres avancés du nombre de victimes

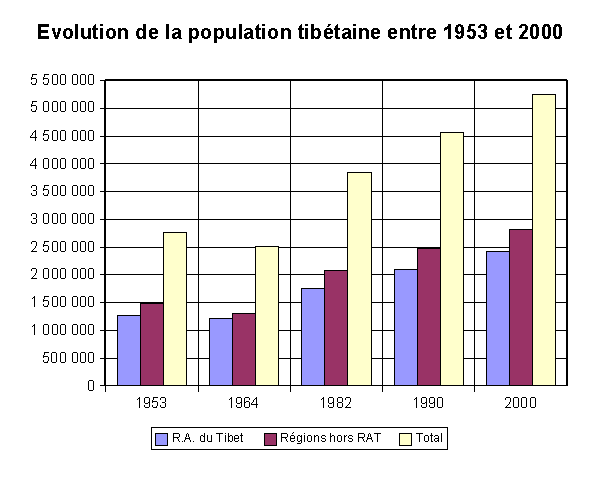
L'évolution démographique tibétaine entre 1953 et 2000 (R. A. du Tibet + régions hors R.A. du Tibet),

On trouve, dans la bibliographie du sujet, des chiffres très variables.

### Chiffres des exilés tibétains et de divers auteurs
Selon le gouvernement tibétain en exil, la mortalité due à la famine a touché les 3 anciennes provinces tibétaines. Le dénombrement des morts liés à la famine donne pour l'Ü-Tsang : 131 072, pour le Kham : 89 916 et pour l'Amdo : 121 982, soit au total : 342 970.   
En 1993, Bernard Kouchner évoque 413 000 Tibétains morts de faim pendant une de ces « réformes agraires » dont les théoriciens marxistes étaient friands . 
Le même chiffre est cité par le démographe Yan Hao  et repris dans un ouvrage de Barry Sautman . Il ne correspond pas cependant à l'addition des chiffres donnés pour les trois provinces dans le tableau récapitulatif : il semble que, dans la somme totale, le 4 ait été interverti avec le 3, car les chiffres correspondant aux 3 provinces sont corrects et leur addition donne bien 343 000.
Selon Barry Sautman, fournissant la référence d'une interview publiée le 19 avril 1991 , mais pas de citation, en 1991, le dalaï-lama aurait déclaré que 200 000 Tibétains étaient morts de faim, soit moins de la moitié du chiffre initialement avancé. Pour le professeur Sautman, ces discordances ne sont guère surprenantes : certaines des statistiques reposent sur des citations renvoyant à des documents qui ne contiennent aucun chiffre ou qui n'ont pas été rendus publics par les émigrés . 
Lors d'un discours prononcé le 18 avril 1991 devant le Congrès américain, le dalaï-lama parle de la mort, en 30 ans, de 1,2 million de Tibétains ,.Patrick French met en doute ce chiffre. Il affirme que l’historien et journaliste de radio Free Asia Warren W. Smith Jr qui a étudié les déficits de croissance de la population a écrit que les statistiques chinoises « confirment les thèses tibétaine d'un nombre massif de morts et réfutent les dénégations chinoises ». Selon ses estimations plus de 200 000 Tibétains « manqueraient » à la population de la Région autonome du Tibet. Le nombre de morts tibétains semble aussi élevé dans les régions du Gansu, du Sichuan et du Qinghai, trois régions où les taux de mortalité au début des années 1960 sont élevés et vérifiables. Si cela est exact, on peut estimer qu'environ un demi-million de Tibétains sont directement morts en raison de la politique appliquée au Tibet par la République populaire de Chine. Il indique qu'il n'existe pas de statistiques pour le Tibet central, tout en affirmant que « la sauvagerie qui présida à la répression de la révolte contre le pouvoir chinois ne permet pas de savoir si les morts ont été provoquées par la faim, par la maladie, par la guerre ou par les persécutions ». Il indique en revanche qu'il existe des statistiques pour les trois autres provinces chinoises partiellement tibétaines. Ainsi, pendant la période 1959-1962 (par rapport aux années 1956-1958), le taux global de mortalité augmenta de 115 % en Chine, alors que celui des trois provinces augmenta en moyenne de 233 % .
Dans sa biographie de Mao, l'historien Michael J. Lynch, faisant référence à des sources chinoises, avance les chiffres de 0,9 million de morts au Qinghai, et 1 million au Tibet, et en comparant en proportion des provinces chinoises, il écrit que le Tibet a souffert le plus, perdant 25 % de sa population qu'il estime à 4 million.
Dans un ouvrage publié en 1996, Dali Yang, professeur en Sciences politiques de l'Université de Chicago, analyse les taux de mortalité relatifs des différentes régions de la Chine durant la famine du grand bond en avant, et montre qu'ils sont parmi les plus élevés du pays dans le Qinghai, le Gansu, et le Sichuan, les données pour la Région autonome du Tibet en revanche ne sont pas disponibles pour cette période .
Selon Lillian M. Li, professeur d’histoire au Swarthmore College, si la famine a touché l’ensemble de la Chine durant la période du Grand Bond en avant, le Tibet et le Sichuan, ainsi que le Anhui et le Henan furent les provinces les plus durement touchées comme cela est montré par l’analyse démographique et d’autres preuves .
Selon Jasper Becker, la famine fut particulièrement sévère pour les prisonniers tibétains dans des régions comme le Gansu .

### Critiques et objections
Réagissant aux chiffres avancés du nombre de victimes, Barry Sautman note qu'ils ne reposent pas sur des données vérifiables :
« Les chiffres employés régulièrement par les milieux exilés ne reposent sur aucune base. Ils avancent le chiffre de 1,2 million de Tibétains morts à partir des années 1950 jusqu'aux années 1970, mais sans donner aucune source. En tant que juriste, je n'accorde aucun crédit à des statistiques non étayées par des données, par des sources visibles » .
Le professeur Sautman fait en outre remarquer que les chiffres provenant des parties orientales du plateau tibétain incluent principalement des non-Tibétains, les Tibétains y étant minoritaires .
Pour le professeur Sautman, l'affirmation selon laquelle le Tibet aurait été la région de Chine la plus touchée par la famine, repose non pas sur des statistiques recueillies dans les zones tibétaines mais sur des récits anonymes de réfugiés ne comportant pas de données numériques précises.

## Contestation d'une quelconque famine dans l'Ü-Tsang
Dans son article "Demographic Annihilation" and Tibet, le professeur Sautman conteste l'existence d'une quelconque famine dans l'Ü-Tsang (les parties centrale, centre-ouest et nord-ouest du Tibet).
Il se fonde tout d'abord sur les travaux de Yan Hao, un démographe sino-australien relevant de l'Institut de recherche économique à Pékin. Faisant appel à une méthode indirecte pour évaluer le nombre total de victimes tibétaines (en l'absence d'une méthode directe), ce chercheur note que si le chiffre de 413 000 morts donné par les émigrés était exact, cela voudrait dire que le taux de décès chez les Tibétains était quatre fois plus élevé que le taux national. Cela est en contradiction avec deux facteurs propres aux régions habitées par des Tibétains : tout d'abord le fait que plus de la moitié de la population tibétaine est constituée de nomades auto-suffisants jusqu'à ce jour, et que leurs moyens de subsistance dépendent rarement d'une source extérieure d'approvisionnement ; ensuite le fait que les Tibétains de l'Ü-Tsang, loin de subir les politiques menant à la famine, venaient de bénéficier d'un programme de distribution des terres à ceux qui les cultivaient et de suppression d'impôts se soldant par un accroissement de la production . Bien plus, les politiques appliquées dans les autres provinces comme les communes populaires, le système centralisé d'achat et d'approvisionnement des grains et l'impôt agricole ne furent instaurés en région autonome qu'en 1965. Pour citer Yan Hao : 
« First, over half of the Tibetan population is made up of self-sufficient nomads to this day, and their livelihood seldom depends on external food supply. Second, in the farming areas of Tibet proper, the land of former aristocrat landowners had been distributed to individual farmers just after the 1959 Land Reform. Policies that became routine in other provinces, such as the commune system, the central grain purchase and supply system, and the agricultural tax system, were not introduced to the TAR until 1965. Farmers, working on their own land for the first time, were enthusiastic to raise output, and there were no reports of any crop failures » (Han Yao, Tibetan Population in China: Myths and Facts Re-examined, op. cit., p. 21).
Une étude du village de Yid-Chab dans le comté d'Amdo (Région autonome actuelle), à environ 500 km au nord de Lhassa, montre qu'il y avait 56 bêtes par personne avant la réforme de 1959, et une moyenne de 93 après la réforme. La taille moyenne des familles, de 5,2 membres avant la réforme, passa à 5,6 dans les années qui suivirent pour atteindre le pic de 6,1 pendant la période des Communes populaires. Par contre, lors de la famine dans le reste de la Chine, le taux de fertilité chuta de 45 %. Il n'y a donc aucune indication de famine dans cette période. 
Le professeur Sautman poursuit sa démonstration à l'aide des chiffres fournis par la Commission sociale et économique de l'ONU pour l'Asie et le Pacifique (UNESCAP). La population de l'Ü-Tsang lors du grand bond en avant (1959-1962), époque où nombre de régions chinoises connurent la famine, passa de 1 228 000 habitants en 1959 à 1 301 700 en 1962; les chiffres de 1958 et 1969 sont de 1 206 200 et 1 480 300. Le fort taux de croissance démographique durant ces périodes (plus de 2 % l'an), malgré l'émigration de dizaines de milliers de Tibétains de l'Ü-Tsang, ne cadre guère avec la famine. De plus, nombre de Tibétains résidant hors de l'Ü-Tsang se trouvaient dans des situations similaires à ceux qui y habitaient : c'étaient des paysans ou des pasteurs dans des régions très éloignées où les politiques du Grand bond en avant ne pouvaient guère s'appliquer.

## Témoignages d'anciens prisonniers

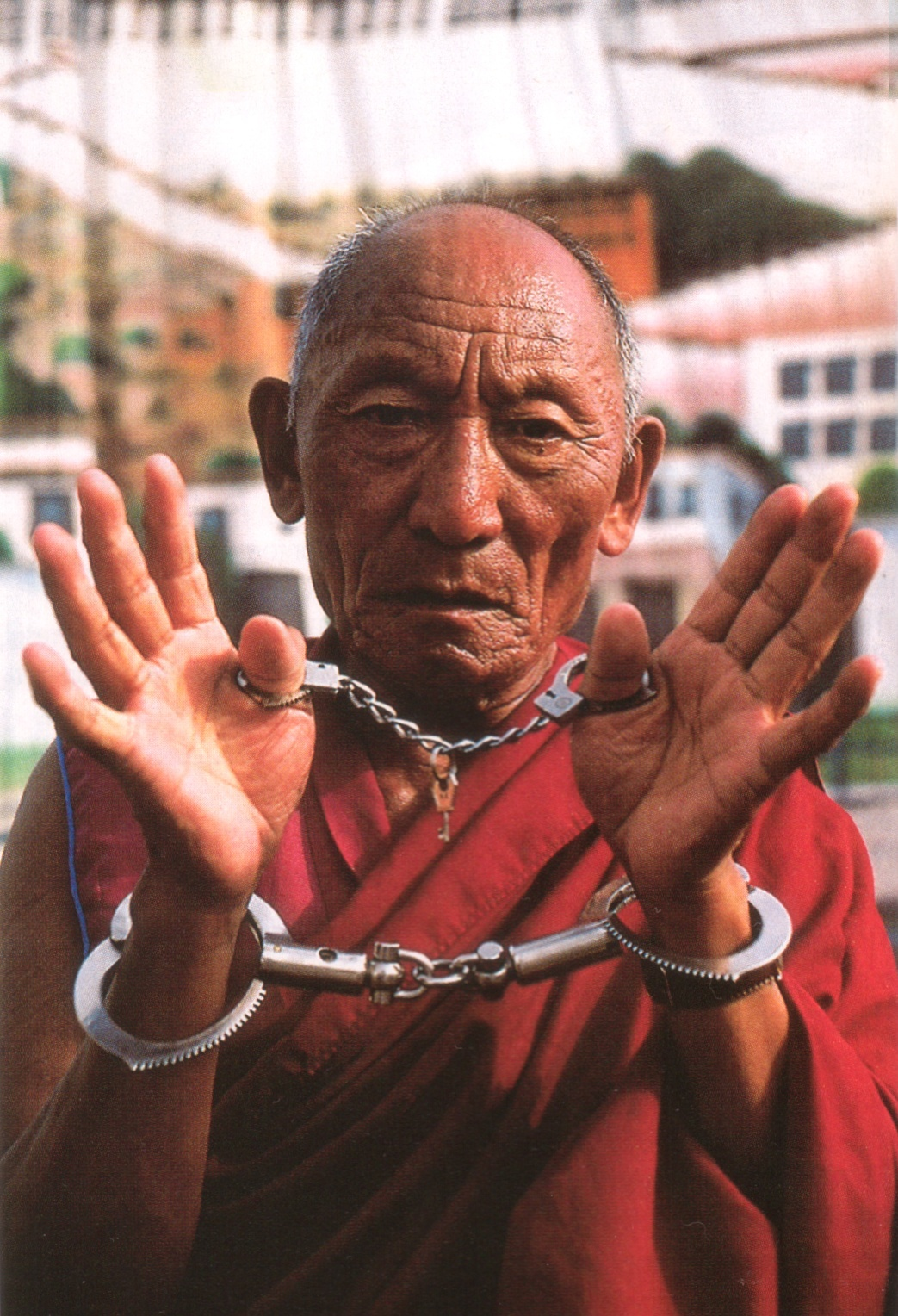
Palden Gyatso, en juillet 2000, en France

Selon le témoignage de Gyeten Namgyal, un tailleur de Lhassa, l'année 1960 fut marquée à Lhassa par l'apparition d' « une terrible famine ». 
« Les denrées dans les magasins, déjà rares, avaient disparu et on nous servait des haricots que nous devions moudre pour faire de la farine. Le broyage n'était pas approprié et la nourriture insuffisante perturbait notre système digestif. Beaucoup tombèrent malades, certains moururent. Les décès étaient tenus secrets. [...] Nous tenions un compte précis. Il y en eut soixante et un » .
Dans son autobiographie, Tubten Khétsun, un ancien prisonnier qui a passé 4 ans en camp de réforme par le travail dans la région de Lhassa, évoque lui aussi la faim et les cadavres d’autres détenus morts de faim . 
« les décès dus à la famine étaient constants dans chaque groupe [de prisonniers] à cette époque ».
Selon Tubten Khétsun, la pénurie de nourriture à Lhassa en 1962-1963 a aussi produit des ravages sur la faune, les animaux sauvages étant devenus les proies des colons et des soldats chinois .
Le moine Päldèn Gyatso qui a survécu 32 ans dans les laogaï
, indique qu'en 1961 alors qu'il était dans un camp de travail dans la vallée de Lhassa la nourriture devint rapidement le problème essentiel :
« On nous servait du thé noir le matin et un bol de soupe claire où nageaient quelques lambeaux de chou le soir. Dans la soirée, on nous donnait aussi une portion de tsampa de cent grammes. [...] J'arrivais à peine à supporter le poids de mon propre corps. C'est ainsi qu'on commence à mourir de faim. En me réveillant un matin, je m'aperçus que deux prisonniers étaient morts dans la nuit et bientôt, nous ne nous couchions plus jamais sans nous demander lequel d'entre nous vivraient encore au réveil. [...] Nous faisions bouillir le cuir de nos bottes pour concocter un porridge épais. Certains dévoraient même de l'herbe qui leur gonflait le ventre et les rendait très malades.  »
D'autres Tibétains furent emmenés en Chine continentale, et moururent en grand nombre. Tenzin Choedrak rapporte que sur les 76 prisonniers qui l’accompagnaient en Chine seuls 21 ont survécu.